# Towel Day

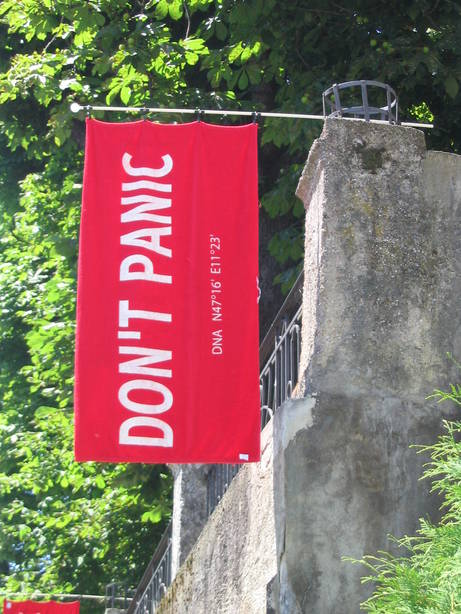
Handtuch-Flagge in Innsbruck am Towel Day 2005. Die Inspiration zu Per Anhalter durch die Galaxis erhielt Adams in Innsbruck, als er 1971 mit dem Reiseführer Hitch Hiker’s Guide to Europe herumreiste.

Der Towel Day (dt. Handtuch-Tag) ist ein Gedenktag für den britischen Autor Douglas Adams. Der Towel Day findet seit 2001 alljährlich am 25. Mai statt.

## Datum
Bei der Auswahl des Termins spielte kein besonderes historisches Datum eine Rolle. Vielmehr war er ein Kompromiss aus dem Wunsch, möglichst bald nach dem Tod Douglas Adams’ diesen Gedenktag zu begehen, und der Notwendigkeit, genügend Vorlaufzeit zu haben, um die Nachricht um die Welt zu bekommen. Der 25. Mai hat sich seitdem als Gedenktag etabliert. Andere Termine, die eine Bedeutung in Bezug zu Douglas Adams haben, sind der 11. Februar (der 42. Tag des Jahres), sein Geburtstag (11. März) und sein Todestag (11. Mai). Diese wurden für 2002 als neue Termine des Towel Day diskutiert, aber nicht akzeptiert.

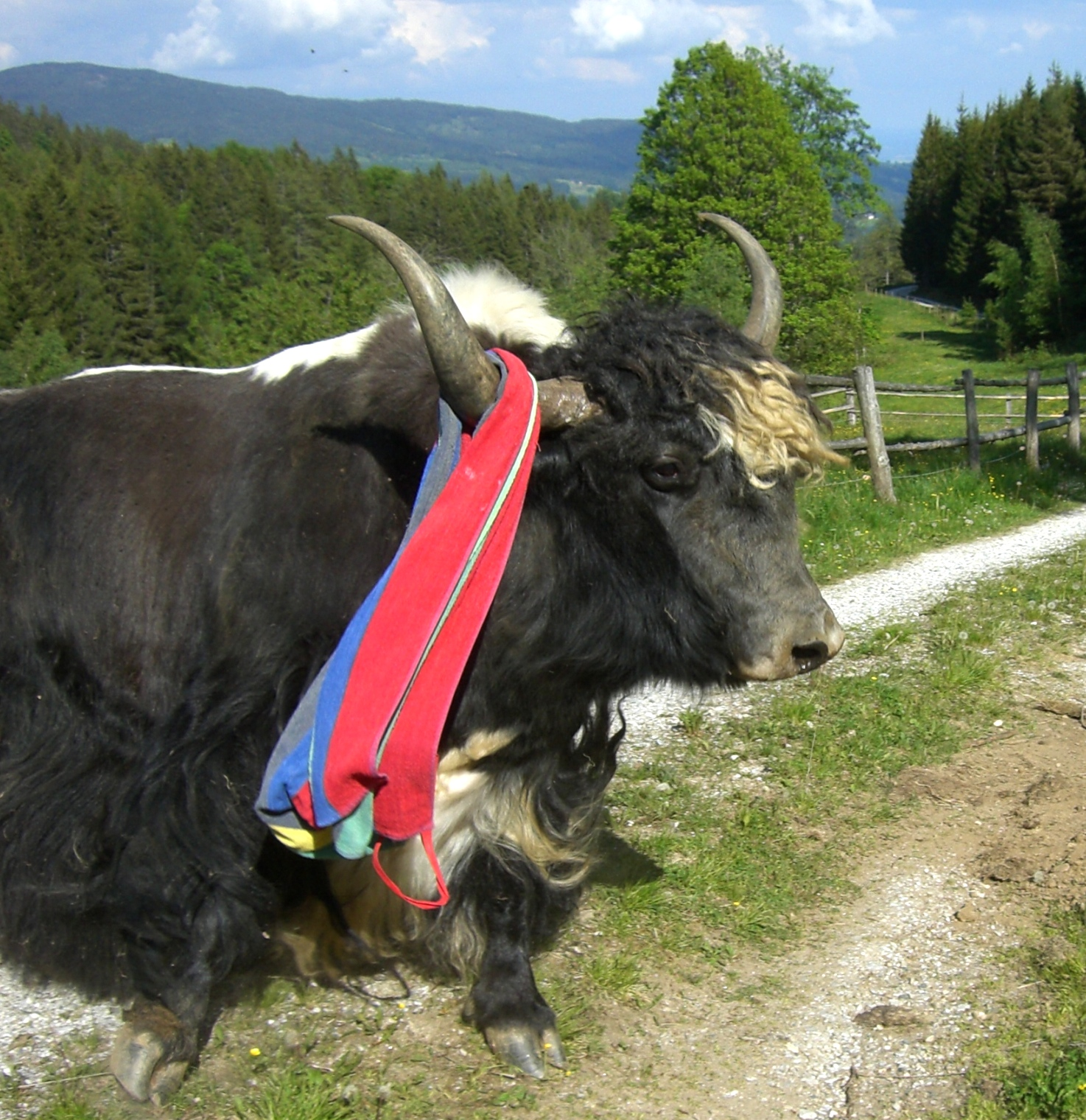
HAPPY TOWEL DAY mit einem Yak auf der Koralpe in der Steiermark.

## Brauchtum
An diesem Tag tragen Fans des Schriftstellers ein Handtuch mit sich herum oder wickeln es sich als Turban um den Kopf. Dies ist eine Reminiszenz an das Buch Per Anhalter durch die Galaxis bzw. an die gleichnamigen Filme und Serien, in denen ein Handtuch als „so ziemlich das Nützlichste“ bezeichnet wird, was man auf Reisen durch die Galaxis mit sich führen kann. Eine der Hauptfiguren, Ford Prefect, trägt deswegen stets eines bei sich.

## Mediale Rezeption

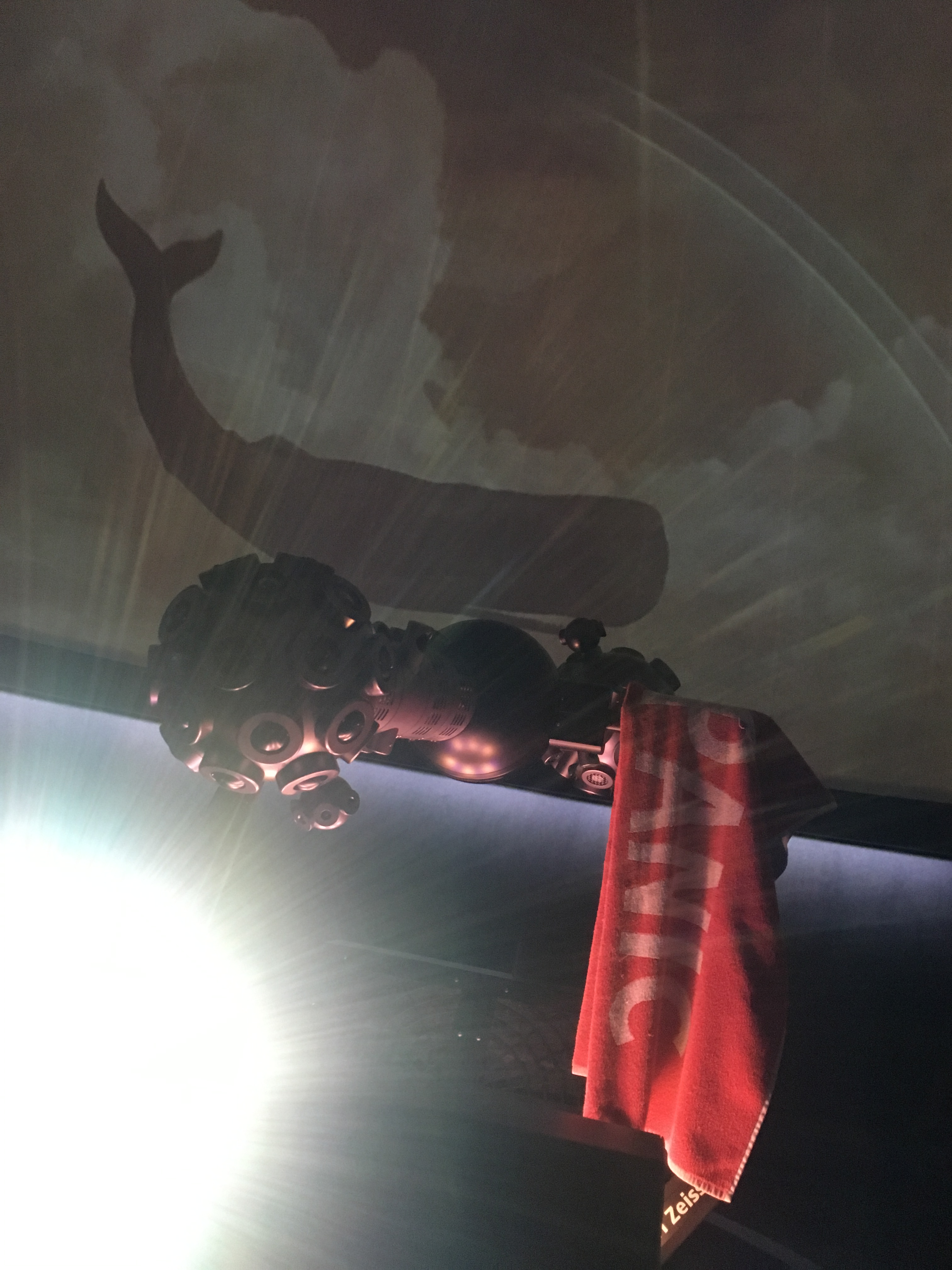
Ein mit einem Handtuch geschmückter Sternenprojektor am Towel-Day. Planetarium Laupheim.

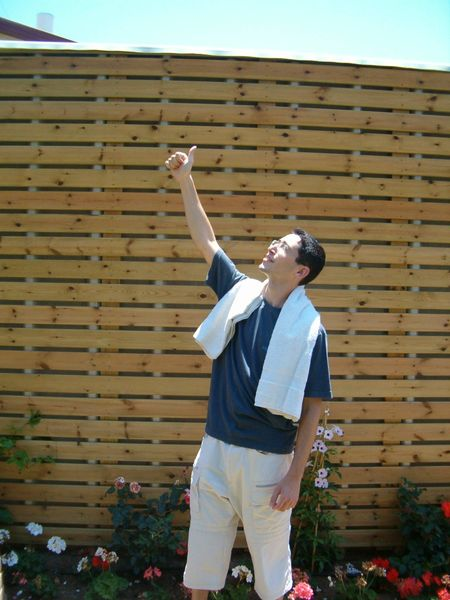
Ein israelischer Fan beim Towel Day 2005

Etliche Medien weltweit erwähnen den Towel Day. Dazu gehört die norwegische Tageszeitung Aftenposten, die ebenfalls norwegische Fernsehnachrichtensendung NRK Nyheter und das National Public Radio Los Angeles.
2010 wurde in Kanada der Tag in der Sendung Volt erklärt. In Ecuador interviewte der BBC-Ableger Radio City einen der Veranstalter des Towel Day Toronto. Im Vereinigten Königreich brachte die Radiostation Planet Rock 2011 den Tag als Motto des Tages. Siren FM brachte Dean Wilkinson & the Importance of International Towel Day.
2012 begingen Menschen in mindestens 39 Ländern den Gedenktag. Im Januar 2012 listete die Huffington Post den Towel Day als eine von zehn Kulttraditionen der Literatur auf. Die Washington Post merkte an, dass der am selben Tag stattfindende Geek Pride Day und ein wenig anerkannter Star Wars Day wegen des Handtuchtages wenig Chancen auf weitere Verbreitung hätten. Im Hamburger Planetarium wurde der Tag mit einer Lesung begangen, bei mitgebrachtem Handtuch gab es eine Ermäßigung. Im indischen Bengaluru bekommt an diesem Tag in vielen Bars und Boutiquen ein kostenloses Getränk, wer ein Handtuch dabei hat.
Geocacher nehmen den Tag oft zum Anlass, um sich mit Handtüchern auf Events zu treffen, so z. B. 2011 auf dem Marktplatz in Aachen, 2013 in Bochum und am Hamburger Rathausmarkt. 2018 wurden 15 Geocaching-Events in sechs Ländern organisiert.
The Literary Platform veranstaltete zum elften Gedenktag einen Wettbewerb mit der Aufgabe, eine kurze Tonaufnahme Douglas Adams’ von 1993, in der er die Entwicklung des Buches von Steintafeln über Schriftrollen und gebundene Bücher bis hin zu Halbleiterchips beschreibt, in einem Video zu illustrieren.